# Jakkankatti, Shiggaon
Jakkankatti là một làng thuộc tehsil Shiggaon, huyện Haveri, bang Karnataka, Ấn Độ.